# Eparchie pražská
Pražská pravoslavná eparchie (rusky Пражская православная епархия, ukrajinsky Празька православна єпархія) je hlavní eparchie Pravoslavné církve v českých zemích a na Slovensku s ústředím v Praze. Eparchiální chrámu je chrám svatých Cyrila a Metoděje.

## Historie

### Nejstarší dějiny

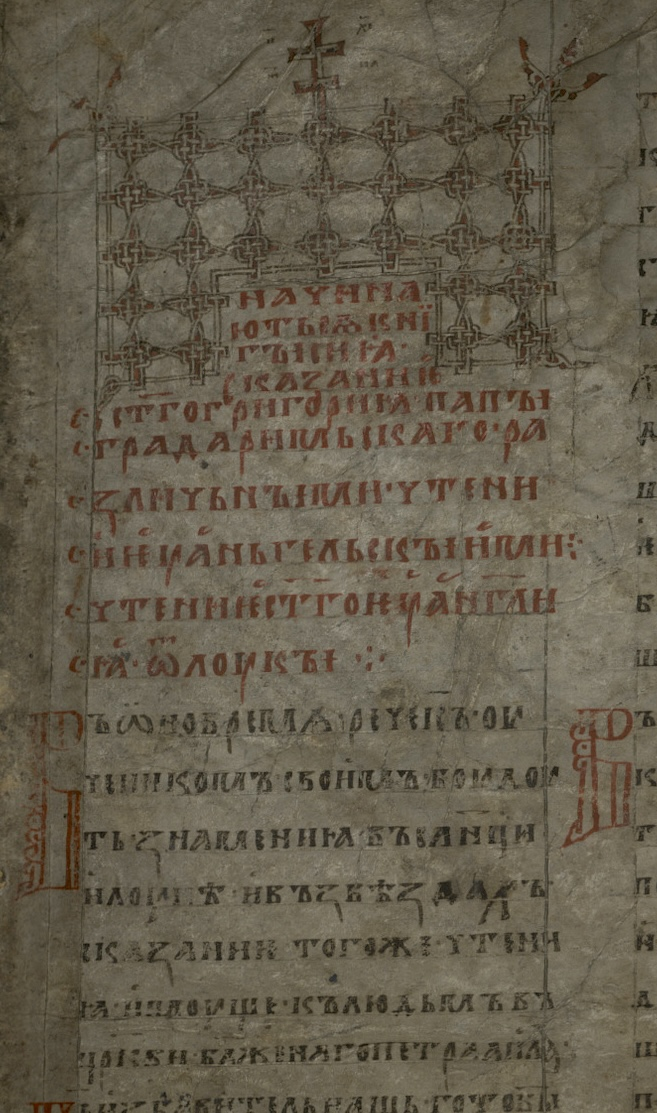
Besědy na evangelije který vznikly 1044 roku v Sázavském klášteře.

Pravoslavná církev v Čechách a na Moravě odvozuje svůj původ od činnosti svatých Cyrila a Metoděje, slovanských apoštolů vzdělání a učitelů v 9. století. Tato činnost však byla záhy přerušena a spojení s Konstantinopolským prestolem nahrazeno jurisdikcí papeže, prostřednictvím bavorské římskokatolické diecéze v Řezně a liturgie ve slovanském jazyce byly nahrazeny ritem latinským. Roku 973 bylo v  Praze zřízeno metropolitu Arciepiskupství pravoslavné církve duchovní osobností obce byl arcibiskup Svatý Prokop.

### Československo
Současná Pražská pravoslavná eparchie je následnickou organizací Československé pravoslavné eparchie, založené roku 1929, která původně spadala pod jurisdikci Srbské pravoslavná církve. Eparchie byla složena z Československé pravoslavné obce, která se oddělila z Československé (husitské) církve v roce 1924. Vůdčí duchovní osobností obce byl biskup Gorazd II. (Pavlík). Obce a farnosti tvořící tehdejší eparchii byly rozeseté v různých regionech dnešního Česka. Za pomoc při ukrývání parašutistů po atentátu na Reinharda Heydricha v roce 1942 byla eparchie prakticky zničena nacistickými okupačními silami. V září téhož roku byl biskup Gorazd společně s dalšími příslušníky pravoslavné církve popraven.
Eparchie byla obnovena v roce 1945 a 8. října toho roku se konal eparchiální sjezd v Olomouci, který se vyslovil pro přechod Československé pravoslavné eparchie pod jurisdikci Moskevského patriarchátu. Roku 1946 se eparchie změnila v exarchát Ruské pravoslavné církve. Prvním exarchou nové Církve se stal arcibiskup Jelevferij (Voroncov), který do Prahy přicestoval ze Sovětského svazu v květnu téhož roku.
V roce 1949 po rozhodnutí eparchiálního sjezdu, který se konal v Praze, byla Československá pravoslavná eparchie rozdělena na dvě samostatné eparchie: Pražskou a olomoucko-brněnskou. Od té doby existuje pražská pravoslavná eparchie ve své současné podobě.

### Získání autokefality
Po získání požehnání na autokefalitu od Ruské pravoslavné církve a vyhlášení samostatností Pravoslavné církve v Československu v roce 1951 až do roku 1992 byli pražští metropolitové zároveň také představenými celé Pravoslavné církve v Československu. Od prosince 1992 v souladu s novými stanovami může být hlavou Pravoslavné církve v Česku a na Slovensku nejen arcibiskup pražský, ale také arcibiskup prešovský (hlavní katedra Slovenska).

## Vedení eparchie

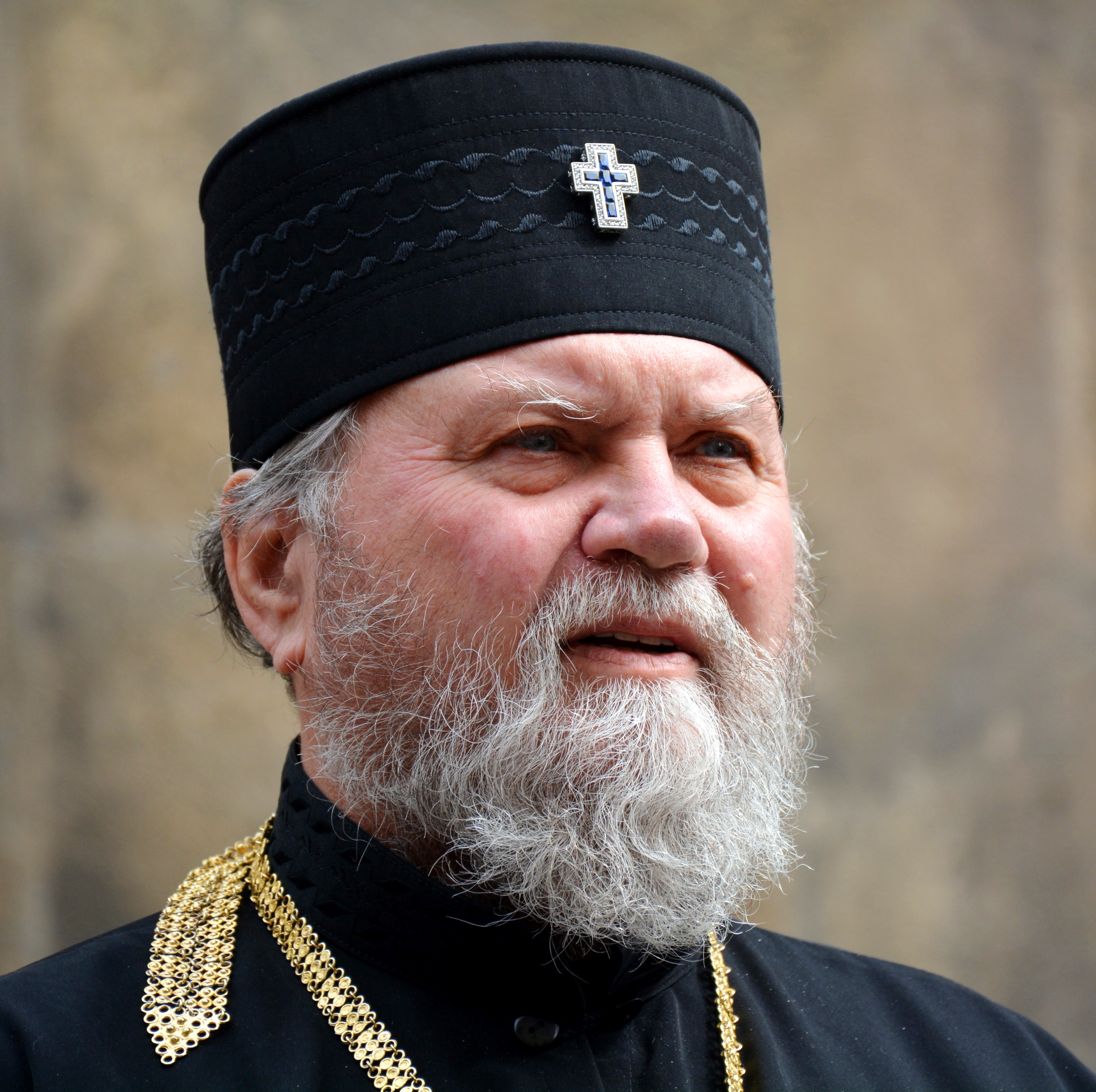
Arcibiskup Michal, současná hlava pražské eparchie

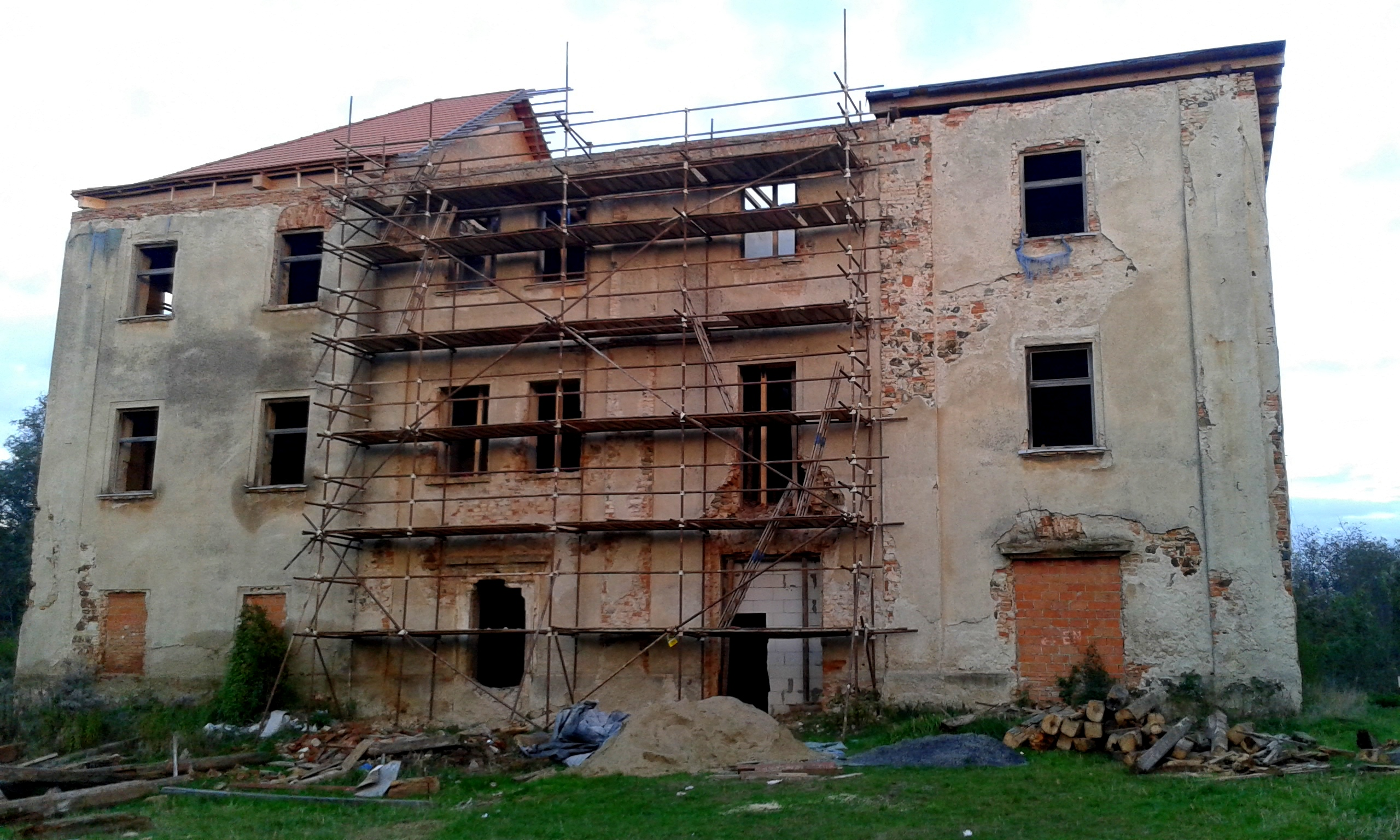
Zámek Brnky

Po smrti metropolity Doroteje († 30. prosince 1999) byl na eparchiálním sněmu 11. března 2000 pražským arcibiskupem zvolen metropolita Kryštof.[zdroj?] Dne 25. března téhož roku byl v katedrálním chrámu svatých Cyrila a Metoděje v Praze vysvěcen do hodnosti arcibiskupa. Od té doby byl hlavou pražské pravoslavné eparchie až do roku 2013, kdy se rozhodl dobrovolně odstoupit kvůli porušení slibu mnišství. Statutárním správcem pražské eparchie byl pak jmenován archimandrita ThDr. Marek (Krupica), Th.D.
Dne 18. května a znovu 19. října 2013 se eparchiální sněm pokusil zvolit nového pražského biskupa, obě volby ale byly neúspěšné. V prosinci funkci metropolitního správce převzal prešovský arcibiskup Rastislav. Eparchiálním správcem byl ponechán až do zvolení nového arcibiskupa Marek (Krupica), jinak též duchovní správce Pravoslavné církevní obce v Litoměřicích.
Dne 11. ledna 2014 byl Posvátným synodem jmenován pravoslavným arcibiskupem pražským dosavadní titulární biskup hodonínský arcibiskup Jáchym. Bezprostředně poté toto jmenování potvrdil XIII. mimořádný sněm Pravoslavné církve v Českých zemích a na Slovensku. Dne 1. února 2014 byl v katedrálním chrámu svatých Cyrila a Metoděje v Praze intronizován nový arcibiskup pražský a českých zemí a ihned se ujal úřadu. Jeho volba byla však zpochybněna jako neoprávněná. V roce 2015 arcibiskup Jáchym na svůj pražský úřad rezignoval a týž den byl jmenován do funkce arcibiskupa berounského.
V čele pražské pravoslavné eparchie a předsedou eparchiální rady je od roku 2014, resp. 2015, Jeho Vysokopřeosvícenost arcibiskup Michal (ThLic. Michal Dandár, Ph.D.) - arcibiskup pražský a českých zemí. Funkci osobního tajemníka arcibiskupa vykonává prot. Mgr. Milan Bílý, funkci tajemníka pro vztahy s veřejností diákon Mgr. Alexandr Lukanič a referentem pro zahraniční vztahy je jer. Kyril Karen Sarkissian, diákon arcibiskupa je protodiákon Valeriy Samolyuk. Ředitelem Úřadu eparchiální rady Pražské pravoslavné eparchie je prot. Štefan Lohojda.
V prosinci 2019 arcibiskup Michal koupil za 10 milionů korun ruinu zámku Brnky severně od Prahy, zatíženou zástavou ve výši 109 miliónů Kč. Neměl přitom povolení nejvyšších orgánů církve - metropolitní ani eparchiální rady.

## Administrativní uspořádání
V současnosti na území pražské eparchie funguje 39 chrámů (z nich jeden ve společném užívání s římskokatolickou církví) a 10 kaplí (1 z nich ve společném užívání s Československou církví husitskou), sjednocených v 31 farností (církevních obcí).[zdroj?] Oficiálně v Pražském okružním protopresbyterátu (Arciděkanát) Ministerstvo kultury České republiky eviduje deset Pravoslavných církevních obci.
Dále je součástí pražské pravoslavné eparchie 7 okružních protobresbyterátů (parafií):
- Středočeský okružní protobresbyterát (arciděkanát) s 9 pravoslavnými církevními obcemi
- Karlovarský okružní protobresbyterát se 4 pravoslavnými církevními obcemi
- Plzeňský okružní protobresbyterát s 9 pravoslavnými církevními obcemi
- Ústecký okružní protobresbyterát s 10 Pravoslavnými církevními obcemi
- Liberecký okružní protobresbyterát s 6 Pravoslavnými církevními obcemi
- Východočeský okružní protobresbyterát s 4 Pravoslavnými církevními obcemi
- Jihočeský okružní protobresbyterát s 3 Pravoslavnými církevními obcemi

Pražská eparchie spravuje tři monastýry (kláštery):
- Monastýr sv. Václava a sv. Ludmily v Loděnici u Berouna
- Monastýr Proměnění Páně v Těšově u Chebu
- Monastýr sv. Mikuláše na Doubské hoře u Karlových Varů.[4]

## Biskupové

### Pražská římskokatolická eparchie
Jedná se o představitele nerozdělené církve v období do Velkého schizmatu. 
- Dětmar (973–982)
- Svatý Vojtěch (Adalbert) (982–988, 992–994)
- Strachkvas (996)  — při svěcení na pražského biskupa v Mohuči jej podle Kosmova líčení popadl záchvat a zemřel
- Thiddag (Teodatus) (998–1017)
- Ekkard (Helikard) (1017–1023)
- Hyza (1023–1030)
- Šebíř (Severus) (1030–1054, resp. 1067)

### Arcibiskupové
- Svatý Gorazd (Pavlík) (25. září 1921 – 4. září 1942) — stál v čele české (československé) Pravoslavná církve srbské jurisdikce
- Sergij (Koroljov) (říjen 1945 – 2. dubna 1946)
- Jelevferij (Voroncov) (5. dubna 1946 – 28. listopadu 1955)
- Jan (Kuchtin) (17. května 1956 – 23. října 1964)
- Dorotej (Filip) (25. října 1964 – 30. prosince 1999)
- Kryštof (Pulec) (25. března 2000 – 12. dubna 2013)
- Jáchym (Hrdý) (11. ledna 2014 – 13. března 2015)
- Michal (Dandár) (od 13. března 2015)

### Biskupové vikáři
Biskup vikář může být ustanoven k pomoci arcibiskupovi. 
- Jan (Kuchtin), biskup žatecký (1954–1956)
- Simeon (Jakovlevič), biskup žatecký (1998), biskup mariánskolázeňský (1998–2000)[7]